# Disparia roseogrisea
Disparia roseogrisea är en fjärilsart som beskrevs av Felix Bryk 1950. Disparia roseogrisea ingår i släktet Disparia och familjen tandspinnare. Inga underarter finns listade i Catalogue of Life.